# Power electronics
Power electronics is een muziekgenre, verwant aan harsh noise en industrial. Het genre heeft zijn oorsprong in de in 1977 opgerichte industrialband Throbbing Gristle, die berucht werd door extreme optredens met schokkende beelden en harde muziek. In navolging van Throbbing Gristle ontstonden allerlei nieuwe bands die muziek gingen maken in de stijl van Throbbing Gristle, maar dan nog extremer en provocerender. Hierbij verdween vrijwel alle ritme en melodie uit de muziek. De term "power electronics" is afkomstig van een album van een van de eerste bands in dit genre, Whitehouse.
Power electronics bestaat uit muren van noise en pulserende bassen en drones. Melodie is vrijwel volledig afwezig, en ritme wordt slechts vaag aangeduid door de pulserende drones, en even vaak ook helemaal niet.  Eventuele teksten worden doorgaans hysterisch schreeuwend voorgedragen, en zijn uitermate haatdragend en negatief.
Veel bands in dit genre zijn omstreden. Vooral de vanaf begin jaren 90 actieve bands The Grey Wolves, Rasthof Dachau en Genocide Organ koketteren actief met beelden uit nazi-Duitsland, en geven blijk van een nihilistisch en misantropisch wereldbeeld.  Andere bands als Thorofon en Survival Unit hebben een voorkeur voor terrorisme, terwijl acts als Haus Arafna, Sutcliffe Jügend, Whitehouse en Subliminal thema's als misantropie, massamoorden en martelingen aansnijden.

## Bekende artiesten
- Genocide Organ
- Haus Arafna
- Institut
- Survival Unit
- Sutcliffe Jügend
- The Grey Wolves
- Whitehouse
- Hieronymus Bosch (de Nieuw-Zeelandse band, niet de gelijknamige Russische)